# CB Breogán
Club Baloncesto Breogán ist ein spanischer Basketballverein aus Lugo in Galicien, der in der spanischen Liga ACB spielt. Die Mannschaft nimmt seit März 2021 als Río Breogán am Spielbetrieb teil, benannt nach dem Molkereiunternehmen Leche Río.

## Geschichte
Der Basketballverein Club Baloncesto Breogán wurde im Jahre 1966 gegründet. Er spielte von 1968 bis 1970 zunächst in der Segunda Division, also der spanischen zweiten Liga, anschließend bis 2006 in der höchsten spanischen Spielklasse, Liga ACB. 2018 schaffte die Mannschaft die ACB-Rückkehr, stieg 2019 aber wieder ab. 2021 gelang der erneute Aufstieg in die ACB.

## Vereinsnamen
- 1971–1973: Breogán Fontecelta (Wasser Fontecelta)
- 1976–1977: Breogán La Casera (Erfrischung La Casera)
- 1985–1986: Breogán Caixa Galicia (Sparkasse Caixa Galicia)
- 1987: Leche Río Breogán (Milch Leite Río)
- 1989–1993: DYC Breogán (Whisky DYC)
- 1994: DYC Lugo (Whisky DYC)
- 2000–2001: Breogán Universidade (Universität Santiago de Compostela)
- 2002–2011: Leche Río Breogán (Milch Leite Río)
- seit 2021: Río Breogán (Molkerei)

## Mannschaft 2022/23
| - Point Guard: - 10 Sergi García - 21 Justus Hollatz - 23 Erik Quintela - Shooting Guard: - 04 Scott Bamforth - 08 Marc García - 42 Sergi Quintela - Small Forward: - 09 Stefan Momirov - 20 Nemanja Nenadić - 99 Toni Nakić - Power Forward: - 13 Jonathan Kasibabu - 17 Marko Luković - 35 Luka Brajkovic - Center: - 22 Ethan Happ - 77 Víctor Arteaga - Coaches: - Veljko Mršić - Xavier Muñoz - Fernán Varela |

## Bekannte Spieler
- Džanan Musa
- Manel Sánchez
- Sabahudin Bilalović
- Velimir Perasović
- José Miguel Antúnez
- Alfonso Martínez
- Alfredo Pérez
- Alfonso Reyes
- Tanoka Beard
- Charlie Bell
- Anthony Bonner
- Devin Davis
- James Donaldson
- Greg Foster
- Pete Mickeal
- Vladimir Petrović
- Nikola Lončar
- Danny Lewis